# 乐平市
乐平市是中国江西省景德镇市所辖的一个县级市，地处赣东北，东接婺源县，德兴市，南接弋阳县，万年县，西接鄱阳县，北接浮梁县及景德镇市。
樂平是江西省歷史文化名城，是“中國古戲台博物館”，素稱“贛劇之鄉”，是江西省無公害蔬菜生產基地和全國有名的“江南菜鄉”，素有“魚米之鄉”之稱。

## 历史
乐平古属楚，吴，越之地，秦汉时为余干县乐安乡。
东汉光和元年（公元178年），设乐平县，治在银城堡（今德兴市银城畈）。兴平二年（公元195年），县治迁往洎口（今名口镇戴村），并改名为乐安县。
南朝陈天嘉元年（公元560年），乐安县并入鄱阳县。太建十三年（公元581年），置银城县，治洎口。
隋朝开皇十年（公元591年），银城县并入鄱阳县。
唐朝武德四年（公元621年），再设乐平县，隶属江南道饶州。武德九年（公元626年），乐平县又并入鄱阳县。开元四年（公元716年），乐平县建制再度恢复，治长乐水口（今众埠镇铜山港口村），隶属饶州。开元二十八年（公元740年），析乐平县东北置婺源县。中和三年（公元883年），迁县治于花靥镇（今洎阳街道）。
南唐升元二年（公元938年），析县东置德兴县。
元朝元贞元年（公元1295年），乐平县升级为州，隶属江浙行省饶州路。
明朝初年，乐平降州为县，隶属江西行省九江道饶州府。
明朝正德七年（公元1512年），析县南置万年县。清朝承明制。
民国元年至民国三年（公元1912年-1914年），乐平县隶属于江西省浔阳道（治在九江）。民国五年（公元1916年），乐平县改属江西省直辖。民国十九年（公元1930年），乐平县成立苏维埃政权，属闽浙赣省管辖。闽浙赣省赣东北特委和革命委员会驻此（今位于洎阳街道办事处东大街周家巷口）。民国二十一年（公元1932年），乐平县隶属江西省第四行政区（驻鄱阳）。民国二十四年（公元1935年），乐平县改隶属于江西省第五行政区（驻景德镇）。
1949年4月29日，中国人民解放军进驻乐平县。乐平县初属赣东北行署乐平专区（驻乐平）。10月，专员公署移驻景德镇，改称浮梁专区。1952年10月，乐平县改隶属于上饶专区。1983年10月，乐平县改隶属于景德镇市。
1992年9月21日，撤县设乐平市，为江西省计划单列市，仍由景德镇市代管。 

## 地理
乐平地属江南丘陵，以丘陵和山地为主。东部建有大型水库共产主义水库。
乐平境内水系属长江流域鄱阳湖水系，乐安江为主要河流，洎水、官庄水、长乐水 建节水、车溪水、安殷水、潘溪水为乐安江支流。因地处南门外，乐安江又被称为南门河。

## 行政区划
乐平市下辖2个街道办事处、15个镇、1个乡：
洎阳街道、塔山街道、镇桥镇、乐港镇、涌山镇、众埠镇、接渡镇、洪岩镇、礼林镇、后港镇、塔前镇、双田镇、临港镇、高家镇、洺口镇、浯口镇、十里岗镇、鸬鹚乡、农业高新园和江西乐平工业园区。

## 交通

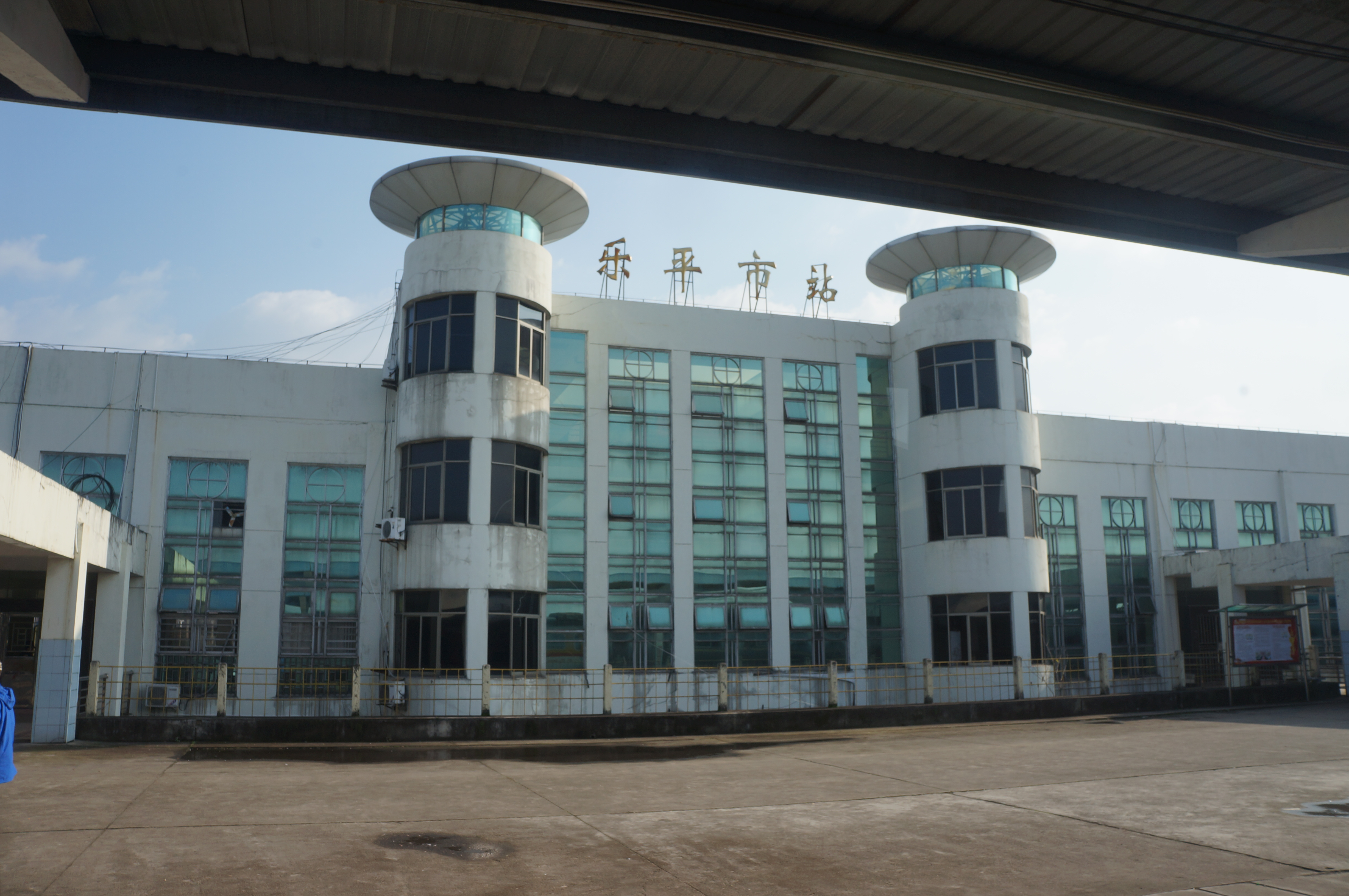
乐平市火车站

- 206国道
- 济广高速、 德昌高速公路
- 皖赣铁路乐平市站
- 乐德铁路（矿业专用）

## 经济

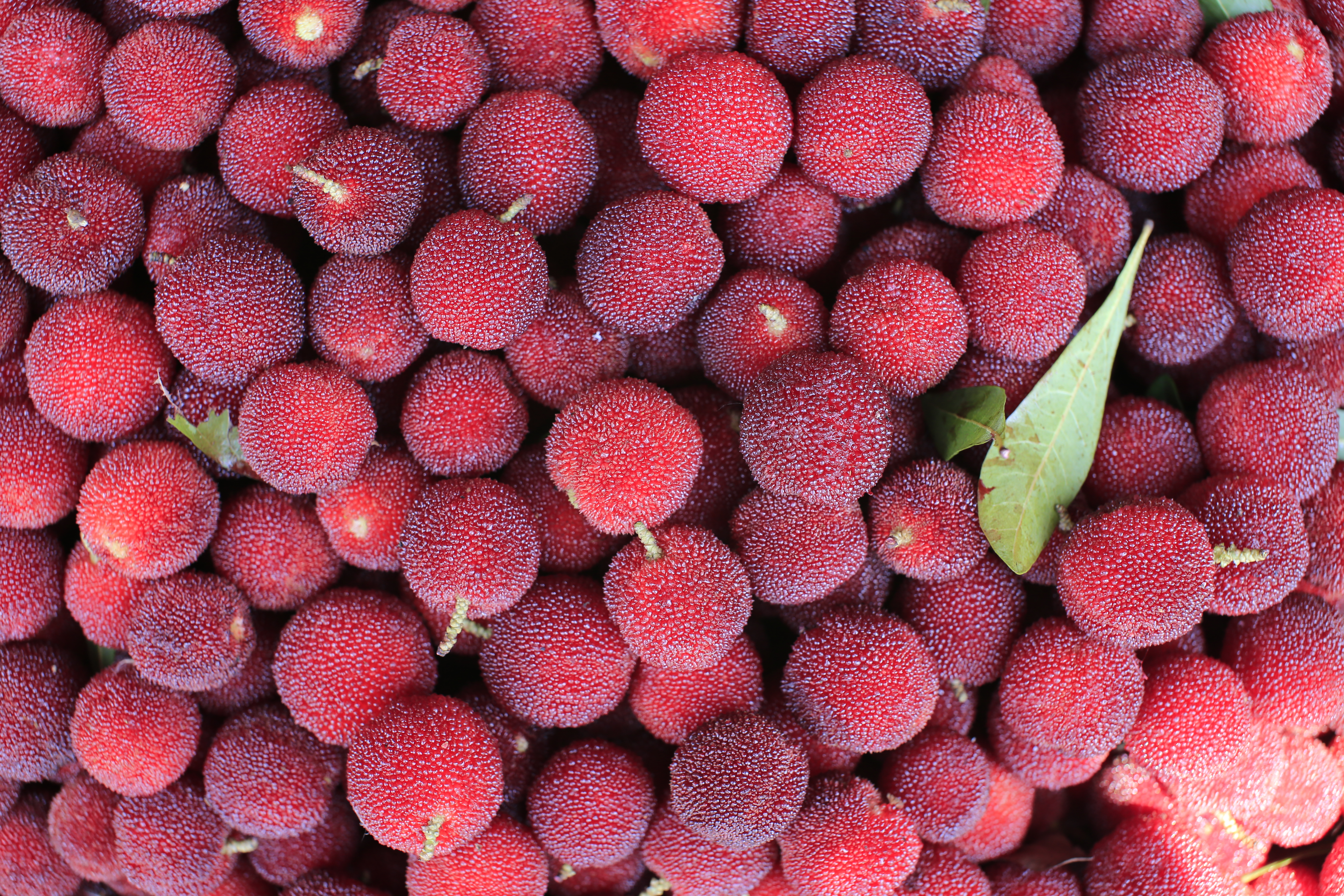
乐平特产：历居山杨梅

2013年，乐平市全年完成国内生产总值235.9亿元。
乐平矿产资源丰富，是全国四大产锰基地和江西省三大煤炭基地之一、亚洲最大的膨润土储藏地、江西省唯一的海泡石产地。

## 人口
根據第七次人口普查數據，截至2020年11月1日零時，樂平常住人口為753787人。
2008年底总人口约80.5万人，城区约19万人。民族基本为汉族。

## 语言
通用方言乐平话，属赣语，但下属乡镇语音又略有不同，如镇桥镇的镇桥话，涌山镇的涌山话等亦各有特色。如他，普通话中发音为tá ,乐平话发音为qie，镇桥话发音为kie。“吃”为qia。

## 文化
乐平有“赣剧之乡”的美誉，全市目前有各种古戏台400余座。
乐平古戏台营造技艺被为第四批国家级非物质文化遗产代表性项目名录。

## 风景名胜

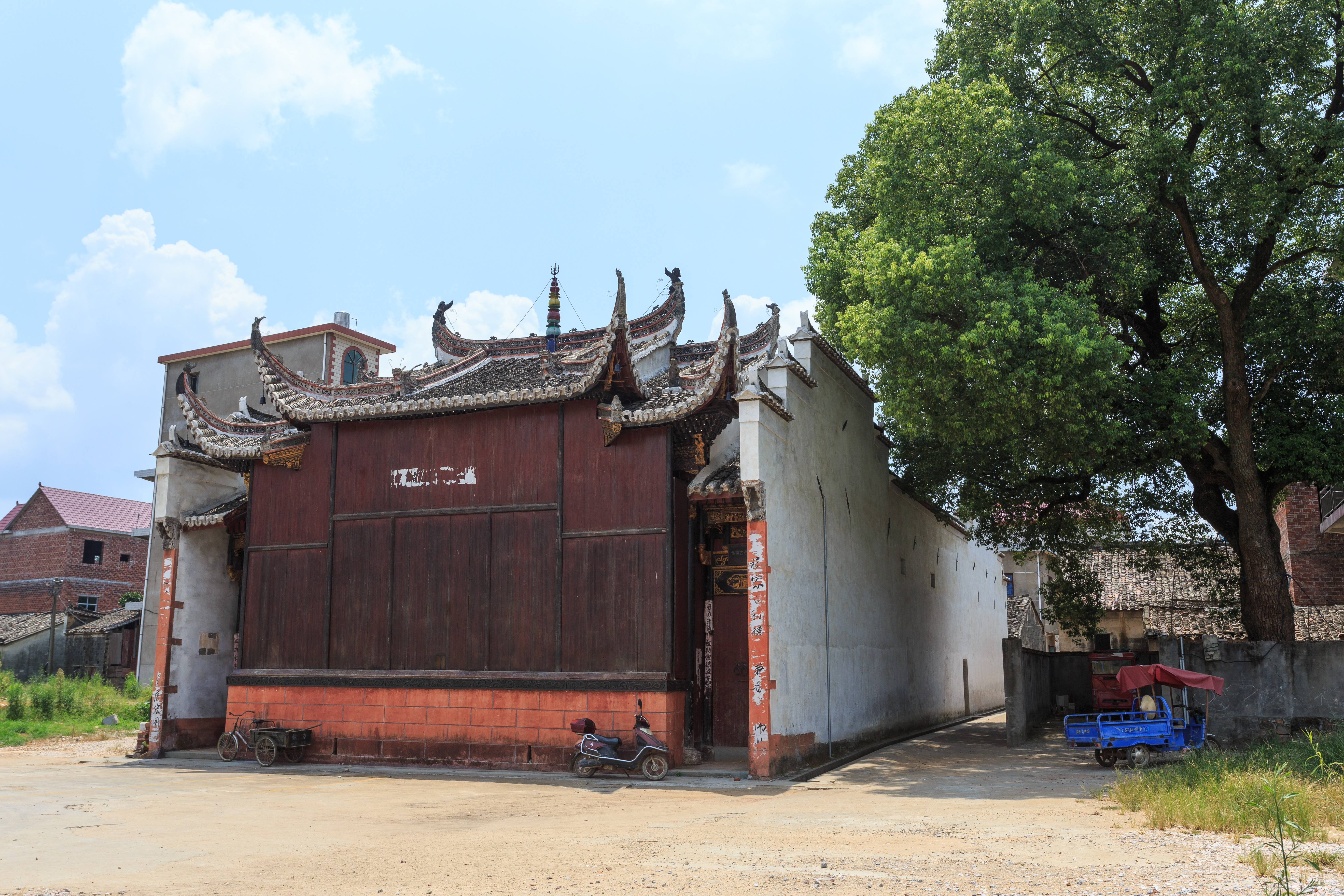
名分堂戏台

- 江西省文物保护单位乐平古戏台
- 翠平湖水利风景区（共产主义水库）
- 洪岩洞
- 泪滩双月
- 文山石林
- 历居寺
- 红十军建军旧址
- 翥山
- 鸬鹚乡墨潭村军山